# Ordre de bataille de l'Union à la bataille de Wauhatchie
Les unités et commandants de l'armée de l'Union ont combattu lors de la bataille de Wauhatchie pendant la guerre de Sécession. L'ordre de bataille confédéré de la bataille de Wauhatchie est donné séparément. L'ordre de bataille est dressé à partir des relevés des pertes et les rapports.

## Abréviations utilisées

### Grade militaire
- Major général
- Brigadier général
- Colonel
- Lieutenant-colonel
- Commandant
- Capitaine
- Premier lieutenant

### Autre
- (b) = blessé
- mb = mortellement blessé
- † = tué

## Commandement de Hooker
Major général Joseph Hooker
- Chef d'état-major :  Major général Daniel Butterfield

### XI corps
Major général Oliver O. Howard
| Division                                                 | Brigade                                           | Régiments et autres |
| -------------------------------------------------------- | ------------------------------------------------- | --- |
| Deuxième division Brigadier général Adolph von Steinwehr | Première brigade Colonel Adolphus Buschbeck (en)  | - 134th New York - 154th New York - 27th Pennsylvania - 73rd Pennsylvania |
| Deuxième division Brigadier général Adolph von Steinwehr | Deuxième brigade Colonel Orland Smith             | - 33rd Massachusetts : Colonel Adin B. Underwood (b), Lieutenant-colonel Godfrey Rider Jr. - 136th New York : Colonel James Wood (en) - 55th Ohio (en) - 73rd Ohio (en) : Commandant Samuel H. Hurst |
| Troisième division Major général Carl Schurz             | Première brigade Brigadier général Hector Tyndale | - 101st Illinois (en) - 45th New York (en) - 143rd New York - 61st Ohio (en) - 82nd Ohio (en) |
| Troisième division Major général Carl Schurz             | Deuxième brigade Colonel Wlodzimierz Krzyzanowski | - 58th New York - 119th New York - 141st New York - 26th Wisconsin (en) |
| Troisième division Major général Carl Schurz             | Troisième brigade Colonel Friedrich Hecker        | - 80th Illinois (en) (6 compagnies) - 68th New York - 75th Pennsylvania |
| Cavalerie                                                |                                                   | - 1st Alabama (en) (partie d'une compagnie) - 5th Tennessee (en), compagnie G |

### XIIe corps (armée de l'Union)
| Division                                          | Brigade                                                                        | Régiments et autres |
| ------------------------------------------------- | ------------------------------------------------------------------------------ | --- |
| Deuxième division Brigadier général John W. Geary | Deuxième brigade Colonel George A. Cobham, Jr. (en)                            | - 29th Pennsylvania : Colonel William Rickards, Jr., Lieutenant-colonel Samuel M. Zulick - 109th Pennsylvania : Capitaine Frederick L. Gimber - 111th Pennsylvania : Lieutenant-colonel Thomas M. Walker (b), Commandant John A. Boyle (†)    |
| Deuxième division Brigadier général John W. Geary | Troisième brigade Brigadier général George S. Greene (b) Colonel David Ireland | - 78th New York : Lieutenant-colonel Herbert von Hammerstein - 137th New York : Colonel David Ireland (en), Lieutenant-colonel Robert S. Van Vorhees (b), Capitaine Milo B. Eldredge - 149th New York : Lieutenant-colonel Charles B. Randall |
|                                                   | Brigade d'artillerie Commandant John A. Reynolds.                              | - Batterie E, Pennsylvania Light Artillery (deux sections) : Capitaine Charles A. Atwell (mb), Premier lieutenant Edward R. Geary (mb) |